# 3,5-二甲基苯酚
3,5-二甲基苯酚是一种有机化合物，化学式为C8H10O，它是二甲基苯酚的同分异构体之一，可由异佛尔酮芳构化制得。在Pd/γ-Al2O3催化下，它发生气相胺化反应，得到3,5-二甲基苯胺。